# Walsall FC
A Walsall Football Club egy angol labdarúgócsapat, mely 1888-ban alakult meg, Walsall Town Swifts néven, a Walsall Town FC és a Walsall Swifts összevonásával. Székhelye Walsall városában található. A csapat jelenleg a League One-ban, az angol labdarúgás harmadik legmagasabb osztályában szerepel. 1892-ben alapító tagja lett a The Football League másodosztályának, de az első osztályba mindmáig egyszer sem sikerült feljutnia. Legjobb helyezése egy hatodik hely volt, a Division Two 1898/99-es szezonjában.
Hazai mérkőzéseit 1990 óta a Bescot Stadionban játssza, korábban a közeli Fellows Park volt a csapat otthona. Az új stadion avatómérkőzésén a közeli rivális Aston Villával játszott a Walsall. A találkozót a Villa nyerte 4-0-ra. Egy szponzori szerződés értelmében a pályát ideiglenesen Banks's Stadionnak hívják. A csapat piros-fehér mezben játszik, címerében pedig egy fecske sziluettje látható, ezzel utalva, hogy a klub nevében korábban szerepelt a "Swifts" szó, mely magyarul "fecskéket" jelent. A csapat beceneve "The Saddlers", azaz "nyergesek", ami arra utal, hogy Walsall városa korábban a nyereggyártás egyik központja volt Angliában.

## Klubtörténet

### Alapítás és az első évtizedek

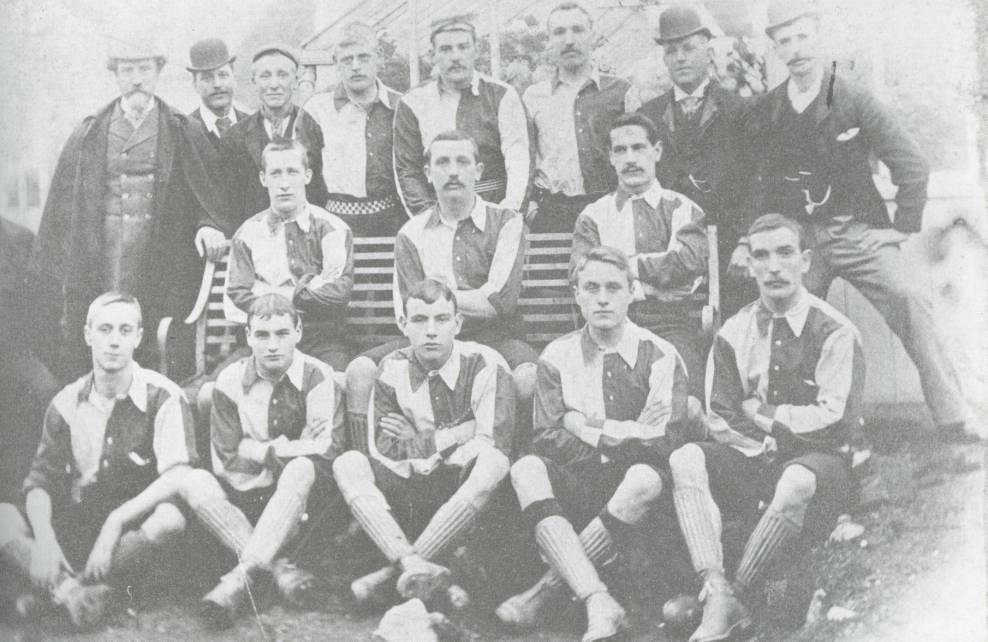
A Walsall csapata 1893-ban

A Walsallt 1888-ban alapították, az 1877 óta működő Walsall Town és az 1879-ben alapított Walsall Swifts összevonásával. Az így létrejött csapat neve Walsall Town Swifts lett. Első meccsét az Aston Villa ellen játszotta, mely döntetlennel végződött. Albert Aldridge-et 1889-ben a Walsall játékosaként behívták az angol válogatottba. Máig ő az egyetlen, akiről ez elmondható. Ami az elődcsapatok játékosait illeti, szintén egyetlen futballista volt, aki behívót kapott a nemzeti csapatba: Alf Jones 1882-ben hívták be, a Walsall Swiftsből. A Walsall Town Swifts 1892-ben meghívót kapott a The Football League-be és alapító tagja lett a Division Two-nak. Az 1894/96-os szezonban a csapat a 14. helyen végzett a 16-ból és mivel nem szavazták vissza, kikerült a The Football League-ből. 1896-ban változott meg a neve a máig használt Walsall FC-re. Ugyanebben az évben csatlakozott a Midland League-hez. Egy évvel később visszatérhetett a The Football League másodosztályába. Az 1898/99-es idényben hatodik lett a csapat, ami máig a legjobb bajnoki helyezése. Két évvel később azonban ismét kiesést érő helyet végzett és ezúttal sem szavazták vissza, így visszakerült a Midland League-be. 1903-tól a Birmingham League-ben folytatta szereplését, majd 1910-ben szavazás útján felvételt nyet a Southern League-be. Az első világháború után, 1921-ben újabb osztállyal, az északi és déli csoportra osztott Division Three-vel bővült a The Football League. A Walsall alapító tagja lett az északi csoportnak.
A csapat 1930-ban az Aston Villával csapott össze az FA Kupa negyedik fordulójában. A Villa Parkban rendezett találkozóra 74 600 szurkoló látogatott ki. Azóta egyszer sem fordult elő, hogy ennél többen látogattak volna ki a Walsall valamelyik meccsére. 1933-ban a klub hatalmas meglepetésre 2-0-ra legyőzte az abban az évben bajnokságot nyerő Arsenalt az FA Kupában. A mérkőzés eredményét mindmáig az FA Kupa egyik legnagyobb meglepetéseként tartják számon.

### A második világháború után
1958-ban a The Football League újabb osztállyal, a negyedosztállyal bővült, melynek a Walsall szintén alapító tagja lett. Ekkoriban Bill Moore volt a menedzser, aki az 1959/60-as szezonban bajnok lett a csapattal a Division Fourban, 102 gólt szerezve. Egy évvel később a harmadosztály második helyére vezette a klubot, mely így két év alatt már a második feljutását ünnepelhette és az 1900-as évek eleje óta először újra másodosztálybeli szereplésre készülhetett. A sikerben nagy szerepe volt az olyan játékosoknak, mint Bill "Chopper" Guttridge, Tony Richards és Colin Taylor. Mindössze két szezon után, az 1962/63-as idényben a Walsall kiesett a Division Two-ból. Egészen az 1978/79-es szezonig maradt a harmadosztályban, amikor onnan is kiesett, a negyedosztályba.
A csapat mindig is híres volt arról, hogy ifiakadémiájáról tehetséges játékosok kerülnek ki. Allan Clarke például bajnoki címet nyert a Don Revie irányítása alatt aranykorát élő Leeds Uniteddel. Bert Williams és Phil Parkes is a Walsallnál kezdték pályafutásukat és a későbbiekben mindketten angol válogatott kapusok lettek. David Kelly is hosszú éveket töltött az élvonalban, miután 1988-ban elhagyta a csapatot, csakúgy, mint Michael Ricketts, aki 2000-ben a Bolton Wanderers kedvéért elhagyta a Walsallt, majd 2002-ben behívót kapott az angol válogatottba.

### Az 1980-as évek

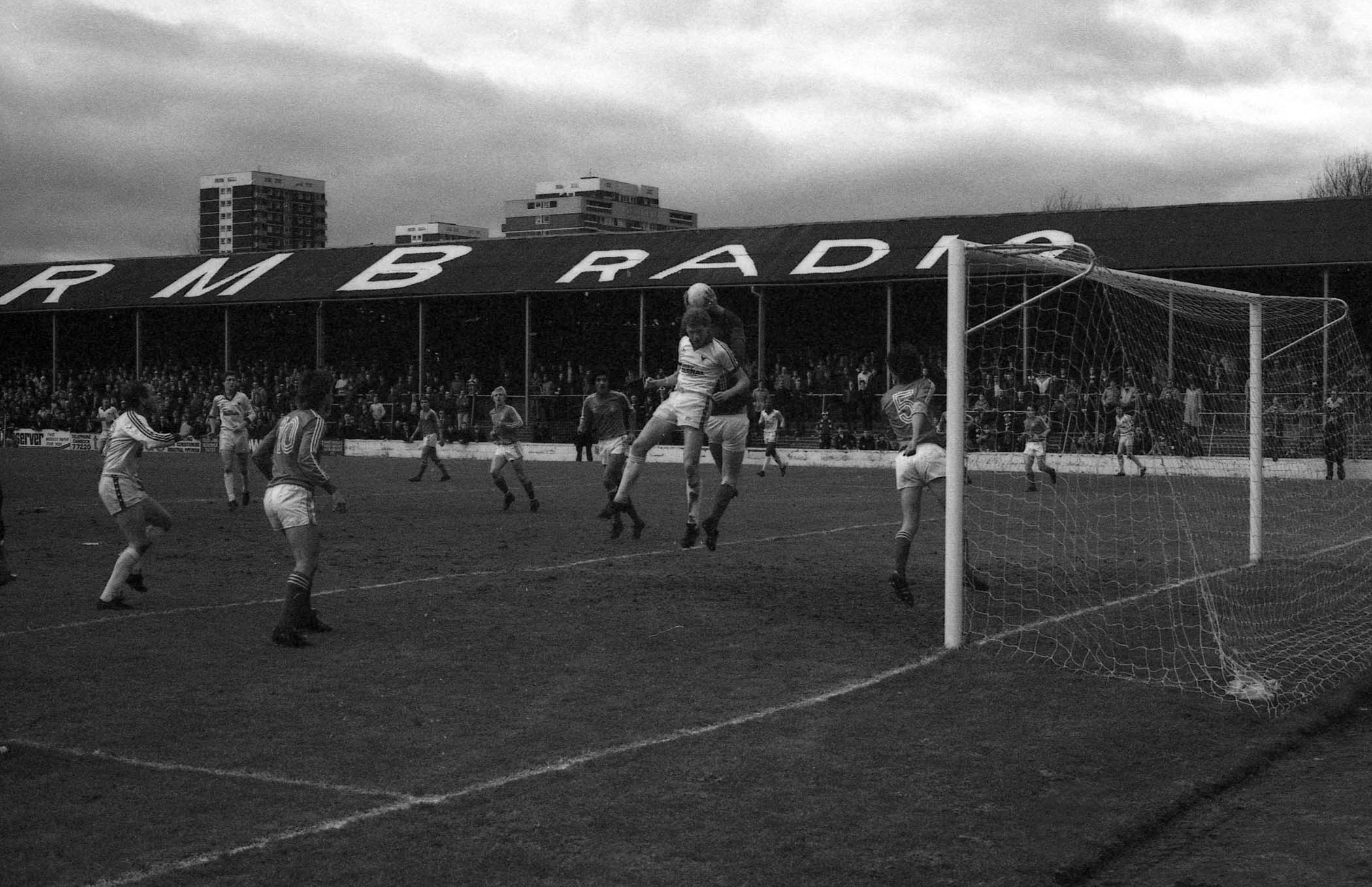
A Walsall játszik 1982-ben

Az 1980-as évek egy emlékezetes és sikeres időszak volt a klub számára. Az 1983/83-es szezonban a csapat a Highburyben megverte az Arsenalt a Ligakupában, ezzel bejutva a sorozat elődöntőjébe, ahol a Liverpool volt az ellenfél. Az Anfielden 2-2-es döntetlenre végzett a két csapat, de az újrajátszott meccsen már érvényesült a 'Pool erőfölénye és 2-0-ra győzött. Ha a Walsall bejutott volna a döntőbe, a következő szezonban elindulhatott volna az UEFA Kupában. Ugyanebben a szezonban kis híján sikerült kiharcolnia a feljutást a másodosztályba.
1986-ban az anyagi problémák miatt szóba került, hogy a csapat esetleg Birminghambe költözik, ahol a Birmingham Cityvel fog osztozni annak stadionján. A szurkolók és a Walsall lakói, Barrie Blower vezetésével azonban mindent elkövettek, hogy erre ne kerüljön sor. Ezután a klubot felvásárolta a milliomos vállalkozó és versenyló-tulajdonos Terry Ramsden, aki sok pénzt áldozott neves játékosok leigazolására. A Walsall ekkor átigazolásai miatt komoly figyelmet kapott az egész angol médiában. Az 1986/87-es idényben, Tommy Coakley menedzser irányítása alatt a csapat lemaradt ugyan a rájátszást érő helyekről, de az FA Kupában az ötödik körig jutott. Kiejtette többek között az élvonalbeli Charlton Athleticet és a Birmingham Cityt is, mielőtt két alkalommal is újrajátszást kiharcolva kiesett volna a Watford ellen.
1988-ban sikerült kiharcolnia a másodosztályba való feljutást, miután a rájátszásban, megismételt döntőn legyőzte a Bristol Cityt. A Fellows Parkban rendezett meccsre 13 007 néző látogatott ki. A csapat mindössze egy szezont töltött a Division Two-ban, mielőtt visszaesett volna a harmadosztályba. Ugyanekkor a tulajdonos, Terry Ramsden Tokiói Értéktőzsdén jegyzett üzleti birodalma bedőlt. A Walsall csak percek választották el attól, hogy japán felszámolóbiztosok vegyék át fölötte a hatalmas és csődöt jelentsen, de Barrie Blowernek és néhány helyi üzletembernek ismét sikerült megmentenie. Az 1989/90-es szezonban újabb kiesés következett, így a csapat a Division Fourban találta magát.

### 1990–2000
A Walsall 1990-ben beköltözött a Bescot Stadionba. Ez akkoriban világszínvonalú stadionnak számított és mindössze a második, újonnan épített sportlétesítmény volt a The Football League-ben, az 1950-es évek óta. A Fellows Parkot elbontották és a helyére egy Morrisons szupermarket épült. Az új stadion birtokba vételével egyúttal a csapat játéka is stabilabb lett, a két egymást követő, kiesést hozó évhez képest. A vezetőség a Wolverhampton Wanderers egykori sztárját, Kenny Hibbittet ültette a kispadra, aki  négyéves munkájával megalapozta klub aranykorát, mely nem sokkal az 1994 szeptemberében bekövetkezett menesztése után köszöntött be.
Chris Nicholl lett az új menedzser, aki első szezonjában feljuttatta a klubot a harmadosztályba. Tovább folytatta elődje, Hibbitt munkáját és egy erős, de mindig is alulértékelt csapatot épített. A következő két szezonban a Walsall stabilan megőrizte harmadosztálybeli tagságát, majd Nicholl 1997-ben lemondott. Helyét a korábban az Ajaxban és a dán válogatottban játszó Jan Sørensen vette át. A bajnokságban csak a 19. helyet szerezte meg a csapattal az 1997/98-as idényben. A Ligakupában a negyedik körig menetelt a gárda, a Nottingham Forestet és a Sheffield Unitedet is legyőzve. Az FA Kupa korai fordulóiban szintén jól szerepelt, az első körben kiejtette a Lincoln Cityt, majd a második fordulóban 7-0-lal ütötte ki a Macclesfield Townt. A kupában hagyományosan jól szereplő Peterborough Unitedet is legyőzte, majd a Manchester Uniteddel került össze. Az Old Traffordon rendezett mérkőzésen 5-1-es vereséget szenvedett a Walsall. Sørensen akkor hozta meg két legjobb döntését, amikor leigazolta az elefántcsontparti születésű francia Roger Bolit és a szintén francia Jean-François "Jeff" Péront, akik sokak szerint a klub valaha volt legjobb játékosai közé tartoznak. Boli remek formában kezdte a szezont, aminek az lett az eredménye, hogy az ellenfelek rá hegyezték ki védelmüket, ami alaposan megnehezítette a dolgát. Péron ezzel szemben végig nagyszerű formában volt és annak ellenére, hogy 32 éves korában érkezett a csapathoz, rendszeresen látogattak ki miatta első- és másodosztályú klubok játékosmegfigyelői a Bescot Stadionba. Legemlékezetesebb meccse a Macclesfield Town elleni kiütéses győzelem volt, ahol remek technikai tudásával rengetegszer az őrületbe kergette az ellenfél védelmét.
Az 1998/99-es évadban a korábbi Aston Villa-játékos, Ray Graydon vette át a Walsall irányítását és rögtön ezüstéremig vezette a klubot, mely így feljutott az akkor épp Division One-nak nevezett másodosztályba. A következő szezon utolsó napján a csapat kiesett, de az idény során a Wolverhampton Wandererst, a Birmingham Cityt és a West Bromwich Albiont is legyőzte riválisai közül.

### 2000–2010
A csapat ismét a harmadosztályba került, de remekül kezdte a 2000/01-es szezont. A téli időszakban visszaesett a teljesítmény, de Fitzroy Simpson és Don Goodman leigazolása új lendületet hozott. Végül sikerült kiharcolni a rájátszásban való részvételt, melynek döntőjében, a Millennium Stadionban a Walsall 3-2-re legyőzte a Readinget, így visszajutott a Division One-ba. Sikerei ellenére Graydont menesztette a klub tulajdonosa, Jeff Bonser a következő szezonban, a West Bromwich Albion elleni rangadón mutatott gyenge teljesítmény miatt. A döntés a szurkolók közt és a médiában is felháborodást váltott ki. A drukkerek eleinte azt is nehezen tudták megemészteni, hogy az a Colin Lee ült le a kispadra, aki korábban a rivális Wolverhamptonnál is edzősködött. Kinevezése azonban jó döntésnek bizonyult, igazolásai beváltak és a csapat végül elkerülte a kiesést, többek között a Nottingham Forestet és a Sheffield Unitedet is megverve.
A 2002/03-as szezonban néhány látványos meccs mellett gyakran mutatott unalmas játékot a csapat, de ismét sikerült elkerülnie a kiesést. Ebben nagy szerepe volt az olyan, frissen igazolt játékosoknak, mint például a korábban a Tottenham Hotspurben futballozó Vinny Samways, aki hatévnyi spanyolországi légióskodás után tért vissza Angliába a Walsall kedvéért. Az idény második felére egy olyan erős csapat állt össze, melynél sok szurkoló szerint csak az 1950-es évek végi és 1960-as évek eleji, Bill Moore vezette Walsall volt erősebb.
A következő, 2003/04-es idény a klub egyik legemlékezetesebb szezonja volt. Az évad első felében a Walsall valósággal szárnyalt, 4-1-es kiütést mért a Nottingham Forestre és riválisára, a West Bromra is. A sikerekben meghatározó szerepe volt a korábbi angol válogatott Arsenal-legendának, Paul Mersonnak, aki egy szezonnal korábban sokat segített a Portsmouth-nak a Premier League-be való feljutásban. A karácsonyi időszakban, egy Cardiff City elleni sikerrel négy pontra megközelítette a rájátszást érő helyeket a csapat, de a jó teljesítmény nem volt tartós.
A 2004-es naptári évben óriási formahanyatlás kezdődött. A Walsall először is az FA Kupa harmadik körében kiesett a Millwall ellen. A találkozót tíz emberrel fejezte be a csapat, mivel Jimmy Walkert kiállították Dennis Wise megütése miatt. Ezt követte egy kiütéses, 6-1-es bajnoki vereség a szintén rossz formában lévő Coventry City ellen. A következő hetekben még több vereség következett, melyekkel értékes pontokat vesztett el a klub. 2004 első bajnoki győzelmére egészen március 13-ig kellett várni. A csapatot z sem segítette, hogy februárban Merson nyilvánosan elismerte alkohol- és szerencsejáték-függőségét, majd az Egyesült Államokba utazott elvonókúrára. A klub és a szurkolók teljes mértékben mögötte álltak, de egyértelmű volt, hogy nagy szükség lett volna a tudására a pályán.
Colin Lee-t menesztette a klub egy Gillingham elleni, szégyenteljes játékot hozó meccs után. A kirúgást azonban mégsem ezzel magyarázta a Walsall vezetősége, hanem azzal, hogy Lee tudtukon kívül felkereste az éppen menedzsert kereső Plymouth Argyle-t. Elmondása szerint azért tette mindezt, mert megelégelte, hogy Jeff Bonser tulajdonos nem volt hajlandó pénzt adni olyan játékosok leigazolására, akik később, más csapatoknál komoly sikereket értek el.
A csapat irányítását Paul Merson vette át játékos-menedzserként, munkáját Simon Osborn is segítette. Mersonék minden erőfeszítése ellenére a szezon hátralévő része már csak egy győzelmet hozott, ami kiesést eredményezett. A Walsallnak egészen az utolsó fordulóig maradt esélye a bennmaradásra, ehhez az kellett volna, hogy hazai pályán legyőzze a Rotherham Unitedet és a Stoke City megverje a Gillinghamet. A Rotherhamet végül sikerült felülmúlni 3-2-re, a lefújás után a szurkolók ünnepelve ellepték a pályát, mert úgy gondolták, csapatuk megőrizte másodosztálybeli tagságát. Ekkor azonban kiderült, hogy a Stoke 0-0-s döntetlent játszott a Gillinghammel, ami a Walsall kiesését jelentette.
Merson 2004 májusában megbízott menedzserből hivatalosan is a klub játékos-edzője lett. Sokan úgy gondolták, hogy hamarosan meneszteni fogják, mivel a szurkolók egy része a kinevezése ellen volt. Megkérdőjelezett taktikai ismeretei ellenére több olyan játékost is leigazolt és felhozott az ificsapattól, akik előtt tehetségük alapján fényes jövő állt. Az egyik ilyen, Merson által felfedezett saját nevelésű játékos Matty Fryatt, aki később az angol U19-es válogatott gólkirálya lett a 2005-ös U19-es Eb-n. A Walsallban összehozott gólátlagával a League One és a Championship legtöbb csatárát megelőzte. Paul Merson kijelentette, nem fog az útjába állni, ha egy nagyobb csapat bejelentkezik érte. Ez 2006 januárjában következett be, amikor a Leicester City 350 ezer fontért leigazolta.
Mersont 2006. február 6-án menesztette a menedzseri posztról Roy Whalley pénzügyi igazgató, miután magától nem volt hajlandó lemondani. Két nappal korábban a Walsall 5-0-ra kikapott a Brentfordtól, ami érdekes keretbe foglalja Merson menedzseri munkáját, hiszen kinevezésekor első meccse is egy hasonló arányú vereséggel végződött, a Norwich City ellen. Munkáját a hosszú ideje az ificsapatnál dolgozó Mick Halsall vette át ideiglenesen és kizárta annak a lehetőségét, hogy végleg elvállalja a munkát. A menedzserjelöltek között volt a csapat korábbi játékosa, David Kelly és Chris Nicholl is, aki korábban ült már a Walsall kispadján.
Február 17-én Jeff Bonser tulajdonos megpróbálta játékosként visszahívni Paul Mersont a Bescot Stadionba, mondván, egy jó formában lévő Merson bármely csapatnak a hasznára lehetne. Ő azonban visszautasította az ajánlatot, azzal indokolva döntését, hogy szeretne több figyelmet szentelni egyéb személyes ügyeinek, ezért nyárig felhagy a labdarúgással. Február 22-én megoldódott az edzőkérdés, a Birmingham City egykori csapatkapitánya, Kevan Broadhurst állt a csapat élére, nagy meglepetést okozva ezzel. Bár neve többször is megjelent a lehetséges jelöltek között, sem a fogadóirodák, sem a szurkolók nem láttak komoly esélyt rá, hogy ő legyen a befutó. Broadhurst, aki az 1979/80-as szezonban egy rövid ideig kölcsönben játszott a Walsallban, 2006 májusáig írt alá a klubbal. Feladata az volt, hogy kerülje el a kiesést. Mick Halsall továbbra is az első csapatnál maradt, hogy segítse az új menedzser munkáját a szezon végéig.
A csapat 2006. április 22-én 3-1-re kikapott a Huddersfield Towntól, a Rotherham United pedig 1-1-es döntetlent játszott a Scunthorpe United elleni, ami a Walsall biztos kiesését jelentette a League One-ból. Broadhurstöt másnap kirúgta a vezetőség és az idény utolsó két meccsére Mark Kinsella ült le a kispadra, játékos-menedzserként. Halsall ezután visszatért eredeti pozíciójába és az ifi- valamint a tartalékcsapatnál folytatta munkáját. 2006. május 3-án a korábban Scunthorpe Unitednél dolgozó Richard Money lett a menedzser, aki így már a klub ötödik vezetőedzője volt a szezon során. Céljaként azt tűzte ki, hogy visszavezeti a Walsallt a másodosztályba.
Money nagyszerűen kezdett, Martin Butler és Michael Dobson leigazolása remek döntésnek bizonyult, a Walsall pedig visszajutott a League One-ba. A szezon első 20 fordulójában mindössze egy vereséget szenvedett a csapat, első hét hazai meccsét pedig kivétel nélkül megnyerte. A lendület csak 2007 februárjában csökkent egy időre, amikor a szintén feljutásért harcoló Hartlepool Unitedtől és Lincoln Citytől is kikapott a klub. Az idény legnagyobb részében az első három hely valamelyikén állt a gárda, a feljutás április 14-én vált biztossá, egy Notts County elleni idegenbeli 2-1-es győzelemmel. Az évad utolsó mérkőzésén a Walsall 1-1-es döntetlent játszott a Swindon Townnal, a Hartlepool United viszont kikapott a rájátszásért küzdő Bristol Roverstől, ami azt jelentette, hogy a walsalliak bajnokként jutottak vissza a harmadosztályba.
2007. április 24-én a klub vezetősége több komoly változásról is beszámolt. Először is arról tájékoztatták a sajtót és a szurkolókat, hogy a 2007/08-as szezontól nem a Bank's, hanem az Easy Fit Conservatories lesz a főszponzor, a mezeket pedig nem a Nike, hanem a Mann Brothers fogja készíteni a csapat számára. A legkomolyabb változást azonban a címer jelentette: visszatért a klasszikus, kör alakú logó, egy fecske sziluettjével a közepén.
A Walsall jól kezdte a 2007/08 idényt, egy 17 meccsen át tartó veretlenségi sorozatot is produkált és úgy tűnt, Richard Money be tudja váltani ígéretét és vissza tudja vezetni a klubot a Championshipbe. A januári átigazolási időszakban azonban két fontos játékos, Daniel Fox és Scott Dann is a Coventry Cityhez igazolt, ami visszavetette a teljesítményt. Egy gyenge eredményeket hozó sorozat után 2008 áprilisára biztossá vált, hogy a csapat nem tudja kivívni a rájátszásban való részvételt. Ennek eredményeképp Money lemondott. Jimmy Mullen lett a megbízott menedzser, aki véglegesen is megkapta az állást, miután a 12. helyre vezette a csapatot.

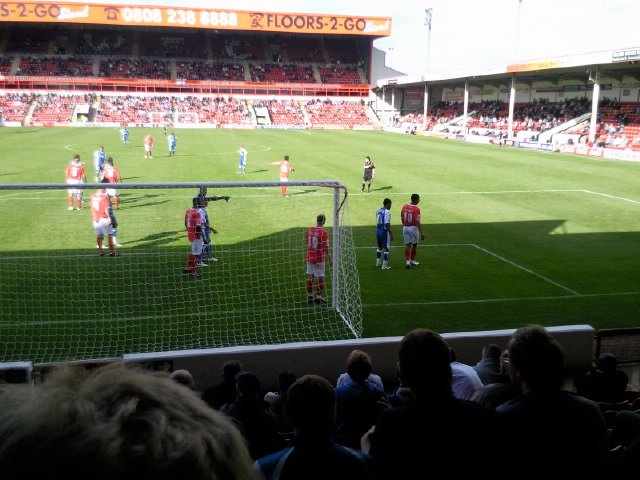
A Walsall (pirosban) játszik 2009-ben

2008 júliusában a klub megnyitotta új edzőpályáját Essingtonban, melyet két évig épített. Ezzel a Walsall története során először olyan edzőközpontban készülhetett a meccsekre, melynek egyedüli tulajdonosa volt. A 2008/09-es évad eleje felemás eredményeket hozott, majd több, hazai pályán elszenvedett vereség után a vezetőség 2009 januárjában menesztette Jimmy Mullent. Helyét a Walsall korábbi játékosa, Chris Hutchings vette át, aki egy Hereford United elleni 1-1-es döntetlennel kezdett, hazai pályán. Első győzelmét január 31-én szerezte meg a Leeds United ellen, a Bescot Stadionban. Troy Deeney első félidőben szerzett gólja elég volt az 1-0-s siker kiharcolásához.
A 2009/10-es volt Hutchings első teljes szezonja a Walsall menedzsereként. Az idény egy Brighton & Hove Albion elleni 1-0-s győzelemmel indult, de a folytatás ismét változatos eredményeket hozott. 2009. december elején a klub a hetedik helyen állt, mindössze egy pontra a rájátszást érő hatodik helytől, a lendületet azonban megtörte a különösen hideg, fagyos tél, ami miatt sok meccset el kellett napolni. 2009. december 19. után csak 2010. január 16-án tudott legközelebb bajnoki játszani a Walsall. A 2010-es év eleje komoly formabeli visszaesést hozott, az első győzelemig február 9-ig kellett várni, amikor a klub 1-0-ra legyőzte a Bristol Roverst. Szintén februárban a csapat 2-1-re diadalmaskodott az Elland Roadon, ezzel megszakítva a Leeds United 13 hónapja tartó hazai veretlenségi sorozatát. Április elejére a Walsall a 13. helyen állt úgy, hogy legutóbbi hét meccséből mindössze egyet nyert meg. A szezon utolsó nyolc mérkőzésére azonban hatalmasat javult a csapat formája és mindössze egyszer, a Huddersfield Town ellen kapott ki. Utolsó találkozóját, a Milton Keynes Dons ellen 2-1-re megnyerte, ezzel bebiztosítva 10. helyét. Clayton Ince a szezon végén bejelentette visszavonulását, a házi gólkirály pedig Troy Deeney lett 14 találattal.

### 2010–
A 2010/11-es idény egy 2-1-es, MK Dons elleni vereséggel indult a Walsall számára, de a következő forduló meghozta az első győzelmet, a Brentford ellen. A csapat a következő bajnokiját is megnyerte, 2-1-re, a Plymouth Argyle ellen. Ez volt az első alkalom február óta, hogy egymás után két bajnokit megnyert a klub. A következő hét meccséből azonban hatot elvesztett, aminek következtében az utolsó helyre zuhant, ami egy komoly, kiesés elleni harc kezdete volt.
A rossz forma a 2011-es év elején is folytatódott, 2011. január 3-án 4-1-re kikapott a csapat a Peterborough Unitedtől, ami után Chris Hutchings menedzsert elküldte a klub. Helyét az ificsapat vezetője és a csapat korábbi játékosa, Dean Smith vette át. Eleinte csak megbízott menedzserként ült a kispadon, de január 21-én szerződést kapott, a szezon végéig. Január 29-én a klub 6-1-re legyőzte a Bristol Roverst, ami 1986 óta a legjobb eredménye volt. Egyben ez volt Smith első győzelme az első csapat vezetőedzőjeként. A siker fellendülést hozott a Walsall számára, mely március 1-jén 1-0-ra legyőzte a feljutásért harcoló Southamptont és 2010 októbere óta először kijutott a kiesőzónából. A csapat áprilisban nyolc pontot gyűjtött, így egy ponttal a kiesőzónán kívül vághatott neki a véghajrának. Bár az utolsó fordulóban 3-1-re kikapott a Southamptontól és összesen mindössze 48 pontot gyűjtött, mégis bennmaradt, egy ponttal megelőzve a 21., már kiesőhelyen végző Dagenham & Redbridge-et. A bennmaradáshoz az is kellett, hogy a csődeljárás alatt lévő Plymouth Argyle-tól levonjanak tíz pontot.
A 2011/12-es szezonban ismét a kiesés ellen küzdött a Walsall, de 2012. április 28-án, egy Huddersfield Town elleni 1-1-es döntetlennel bebiztosította bennmaradását. A következő idény már nyugodtabban telt a csapat számára, mely a 9. helyen végzett.

## A legfontosabb események időrendben
- 1888 – A csapat megalapítása Walsall Town Swifts néven.
- 1896 – A Wolverhampton Wanderers legyőzése a Birmingham Senior Cup döntőjében és az Aston Villa megverése a Birmingham Charity Cup fináléjában.
- 1896 – Beköltözés az új Hillary Street Groundra, mely később Fellows Park néven lesz ismert és melyet a csapat 1990-ig fog használni.
- 1933 – Az Arsenal legyőzése az FA Kupában. Az eredményt máig a kupa valaha volt egyik legnagyobb meglepetéseként tartják számon.
- 1972 – A csapatot megmenteni a csődtől az új tulajdonos, Ken Wheldon.
- 1975 – A Manchester United és a Newcastle United legyőzése az FA Kupában és bejutás az ötödik fordulóba.
- 1978 – A Leicester City legyőzése az FA Kupában és újabb ötödik körös szereplés.
- 1979 – Alan Buckley visszavásárlása a Birmingham Citytől, klubrekordnak számító 175 ezer fontért. Buckley nem sokkal később játékos-menedzser lett a Walsallnál.
- 1984 – A Walsall bejut a Ligakupa elődöntőjébe, többek között az Arsenalt is legyőzve. Alan Buckley menedzsernek mégis mennie kell, mert nem tudta a másodosztályba vezetni a klubot.
- 1986 – A lóversenyekkel foglalkozó Terry Ramsden felvásárolja a klubot.
- 1988 – Feljutás a másodosztályba.
- 1989 – Kiesés a harmadosztályba, mindössze egy másodosztálybeli szezon után.
- 1990 – Újabb kiesés, ezúttal a negyedosztályba, a csapat egyúttal beköltözik a Bescot Stadionba, a Fellows Parktól nem messze.
- 1992 – A Walsallt percek választják el a csődtől, amikor Jeff Bonser felvásárolja, ezzel megmentve. A klub bezárásának veszélye annyira valós volt, hogy a játékosokat már megkérték, találjanak új csapatot maguknak és a klub többi dolgozója is elkezdte kiüríteni íróasztalát.
- 1994 – Chris Nicholl lesz a menedzser.
- 1995 – A Walsall újrajátszásra kényszeríti az élvonalbeli Leeds Unitedet az FA Kupában és feljut a harmadosztályba.
- 1997 – Chris Nicholl lemond, helyét Jan Sørensen veszi át.
- 1998 – A Walsall eljut az FA Kupa negyedik köréig, ahol 5-1-re kikap a Manchester Unitedtől az Old Traffordon. Jan Sørensent a szezon végén meneszti a vezetőség, a kispadra Ray Graydon ül le.
- 1999 – Feljutás a másodosztályba.
- 2000 – Visszaesés a harmadosztályba, a kiesés elleni harcot épp a rivális West Bromwich Albionnal szemben veszíti el a klub.
- 2001 – A Walsall a rájátszást megnyerve első próbálkozásra visszajut a másodosztályba.
- 2002 – Ray Graydonnak mennie kell a kispadról, helyét Colin Lee veszi át.
- 2003 – A csapat leigazolja az akkor 35 éves egykori Arsenal-középpályást, Paul Mersont és a szezon első napján legyőzi a rivális West Bromwich Albiont.
- 2004 – A Walsall kiesik a másodosztályból, nem sokkal Colin Lee menesztése után. A kispadra Paul Merson ül le játékos-menedzserként.
- 2005 – Mersont alig több mint egy évnyi munka után kirúgja a vezetőség, helyét Kevan Broadhurst veszi át.
- 2006 – A klub kiesik a negyedosztályba, Kevan Broadhurstnek mennie kell. Richard Money lesz az új menedzser.
- 2007 – A Walsall bajnokként jut vissza a harmadosztályba.
- 2008 – A csapat a tabella első felében végez, Richard Money mégis lemond, helyére Jimmy Mullen érkezik. A januári átigazolási időszakban Scott Dann 1 millió fontért igazol a Coventry Cityhez.
- 2009 – A klub bennmarad a harmadosztályban. A vezetőség szezon közben meneszti Jimmy Mullent és Chris Hutchingsot nevezi ki a helyére.
- 2011 – A Walsall vezetősége meneszti Chris Hutchingsot, asszisztensét, Martin O'Connort és a vezető játékosmegfigyelőt, David Hamiltont.
- 2011 – Dean Smith ül le a kispadra, a csapat egy ponttal elkerüli a kiesést.
- 2012 – A csapat ismét komoly küzdelmek árán kerüli el a kiesést.

## Szurkolói tüntetések
2010 áprilisában és májusában több szurkolói tüntetést is indult a tulajdonos, Jeff Bonser ellen. A békés tüntetéseket egy "Unity" nevű csoport szervezte, melyeknek része, központi témája pedig a klub anyagi helyzete és annak a földterületnek a tulajdonjoga volt, melyen a Bescot Stadion áll. A stadion ugyan a Walsall birtokában van, de a földterületet, melyen áll, évi 360 ezer fontért bérelte egy cégtől, melynek mint kiderült, Jeff Bonser volt az egyik tulajdonosa. A legtöbb szurkoló úgy érezte, ezzel kizsákmányolja a klubot.
A tüntetésekben való részvételért több szezonbérletes szurkoló is határozatlan idejű eltiltást kapott 2010 áprilisában. A 2009/10-es szezon utolsó fordulójában, május 8-án, az MK Dons ellen ezért a szurkolók egy nagy, "FREEDOM OF SPEECH" (szólásszabadság) feliratú zászlót feszítettek ki a nézőtéren, ezzel tiltakozva a társaikkal szembeni igazságtalan bánásmód ellen. A biztonsági őrök néhány perccel később leszedték a zászlót a lelátóról, tulajdonosát pedig erőszakkal kivezették a stadionból, majd később a klub ki is tiltotta onnan. A kitiltott szurkoló később maga számolt be az eseményekről a When Saturday Comes című népszerű futballmagazin internetes oldalán. Több szurkolói közösség és újság is élesen bírálta a klub vezetőségét a történtek miatt.
2010. augusztus 31-én, egy Chesterfield elleni Football League Trophy-meccsre mindössze 1793 szurkoló látogatott ki a Bescott Stadionba. Húsz éve ez volt a legkisebb hazai nézőszám. Oka az volt, hogy sok szurkoló nem volt hajlandó kilátogatni a meccsekre a Jeff Bonser körüli botrány miatt. Bonserrel kapcsolatban már korábban is felmerült az a gyanú, hogy tulajdonképpen díjat szed saját csapatától azért, hogy saját stadionját használhassa, de egy 2009 decemberi interjúban még mindent tagadott. 2011-ben aztán mégis elismerte, hogy a Walsall annak az alapítványnak fizetett éves díjat, melynek ő és testvére, Robert voltak a tulajdonosai, de mindezt azért tette a klub, hogy visszafizesse azt a komoly összeget, melyet az alapítvány a stadionra költött.

## A Walsall a médiában
- Az 1997-es, Egy férfi, egy nő és egy focicsapat című filmben megemlítésre kerül az a nap, amikor 1984-ben, a Ligakupa negyedik fordulójában a Walsall legyőzte az Arsenalt, miközben Steve (Mark Strong) és Paul (Colin Firth) biliárdozik.
- "Nem a Walsalltól érkeztem ingyen..." - hangzott el a BBC-n az 1970-es években futó vígjátéksorozat, a Kalandos történetek egyik epizódjában.
- A Sky Sports Soccer AM műsorvezetője a Walsallnak tréfásan a "Warsaw" (Varsó) becenevet adta, a hasonló kiejtés miatt. A csapatot gyakran emlegeti "lengyel barátaink" néven.
- 2012. április 25-én, a Barcelona–Chelsea Bajnokok Ligája-elődöntő közvetítése során a Sky Sports kommentátorai megemlítették a Walsallt, miközben a Chelsea akkori menedzserének, Roberto di Matteónak a múltjáról beszéltek. Éppen három évvel korábban, 2009. április 25-én Di Matteo még az MK Dons menedzsere volt, mely aznap 1-0-ra kikapott a Walsalltól. A kommentátorok ezzel kívánták érzékeltetni, mekkorát fordult azóta a világ az olasz menedzserrel.

## Riválisok
Földrajzi szempontból a szomszédos Black Country régióban található Aston Villa, Birmingham City, Wolverhamtpon Wanderers és West Bromwich Albion a Walsall legkomolyabb riválisai. Az említett csapatok az utóbbi évtizedekben rendre magasabb osztályokban szerepeltek, ezért inkább egymást tekintik riválisnak, mint a Walsallt. A csapat sok szurkolója éppen ezért a Shrewsbury Townt tartja első számú riválisnak, mellyel csapatuk rendszeresen összecsapott az 1970-es és 1980-as években.
A Coventry Cityvel, a Port Vale-lel és a Crewe Alexandrával való rivalizálás nem annyira éles, mint az előző csapatokkal, de az egymás elleni mérkőzésen gyakran parázs hangulatban telnek.

## Stadionok

### The Chuckery
A sportkomplexum a Walsalli Arborétum közelében helyezkedett el. Tizenkét labdarúgópálya és négy kirkettpálya volt található itt. Ez volt a Walsall első otthona, melyet 1888-tól 1893-ig használt.

### West Bromwich Road
1893-ban a West Bromwich Roadra költözött a klub, az ott található stadion befogadóképessége valamivel több mint 4500 fő volt. 1896-ih használta ez a pályát a csapat.

### Fellows Park
A Fellows Park volt az első olyan stadion, melyet hosszú ideig használt a Walsall. 1896-tól 1990-ig maradt itt a csapat, mielőtt beköltözött volna a Bescot Stadionba.

### Bescot Stadion
A Bescot Stadion Walsall városának Bescot nevű kerületében található. A stadiont 1990-ben nyitotta Sir Stanley Matthews, körülbelül 4,5 millió fontból épült fel. 2008 és 2011 között többször is felmerült, hogy a csapat kiadásait csökkentve eladná a stadiont Waslall önkormányzatának, majd bérbe véve használná. 2008 nyarán pénzhiányra hivatkozva utasította el az ajánlatot. 2011. július 11-én ismét komolyan felmerült a téma, az önkormányzat szavazást is tartott róla, de az ötlet 28-24 arányban megbukott. A döntést az ellenzők azzal magyarázták, hogy a stadion megvételéhez az önkormányzatnak hitelt kellene felvennie és annak havi törlesztései magasabbak lennének, mint a Walsall által fizetett bérleti díj.

### Az "Év játékosa" díj nyertesei

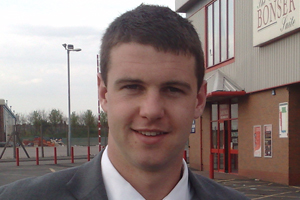
Anthony Gerrard, az év játékosa 2006-ban és 2008-ban

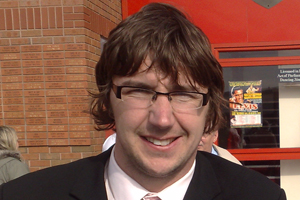
Ian Roper, a 2002/03-as szezon legjobbja

### Házi gólkirályok

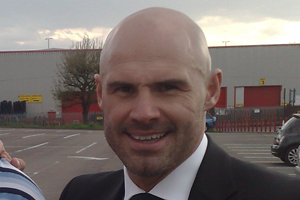
Tommy Mooney, a 2007/08-as idény gólkirálya

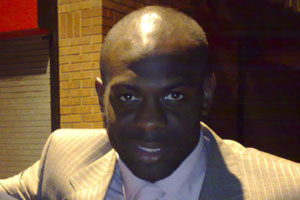
Michael Ricketts, az 1999/00-es és 2008/09-es szezon gólkirálya)

### Edzői stáb

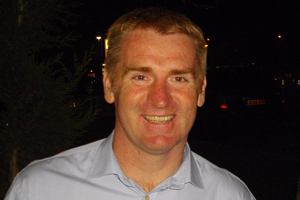
Dean Smith menedzser

## Játékosok

### Jelenlegi keret
2013. május 30. szerint
| #  |     | Poszt | Név                |
| -- | --- | ----- | ------------------ |
| 4  | ENG | V     | Andy Butler (csk)  |
| 5  | ENG | V     | Dean Holden        |
| 6  | ENG | KP    | Nicky Featherstone |
| 7  | ENG | KP    | Adam Chambers      |
| 9  | NIR | CS    | Will Grigg         |
| 10 | ENG | KP    | Jamie Paterson     |
| 11 | ENG | CS    | Ashley Hemmings    |
| 12 | ENG | CS    | Febian Brandy      |
| 13 | ENG | K     | Richard Jones      |
| 14 | ENG | V     | Ben Purkiss        |

| #  |     | Poszt | Név             |
| -- | --- | ----- | --------------- |
| 18 | ENG | V     | Ben George      |
| 20 | ENG | V     | Malvind Benning |
| 21 | ENG | KP    | Kieron Morris   |
| 22 | ENG | V     | Paul Downing    |
| 24 | ENG | KP    | James Baxendale |
| 25 | ENG | V     | James Chambers  |
| 26 | ENG | V     | Andy Taylor     |
| 27 | ENG | KP    | Sam Mantom      |
| 29 | ENG | CS    | Craig Westcarr  |
| 31 | ENG | K     | Liam Roberts    |

## Menedzserek
A táblázatban csak a tétmeccsek eredményei szerepelnek. A büntetőpárbajjal zárult mérkőzéseknél a párbaj előtti állást vettük figyelembe.
| Név                        | Nemzetiség    | Kinevezés           | Távozás             | M   | Gy  | D  | V   |
| -------------------------- | ------------- | ------------------- | ------------------- | --- | --- | -- | --- |
| Harry HibbsHarry Hibbs     | Anglia        | 1944. augusztus 5.  | 1951. június 30.    | 230 | 85  | 57 | 88  |
| Tony McPhee                | Anglia        | 1951. július 1.     | 1951. december 1.   | 21  | 7   | 3  | 11  |
| Brough Fletcher            | Anglia        | 1952. március 1.    | 1953. április 1.    | 52  | 9   | 8  | 35  |
| Frank Buckley              | Anglia        | 1953. április 1.    | 1955. szeptember 1. | 112 | 24  | 28 | 60  |
| John Love                  | Anglia        | 1955. szeptember 1. | 1957. december 1.   | 113 | 38  | 26 | 49  |
| Bill Moore                 | Anglia        | 1957. december 1.   | 1964. november 1.   | 332 | 132 | 68 | 132 |
| Alf Wood                   | Anglia        | 1964                | 1964 október        | 3   | 1   | 0  | 2   |
| Ray Shaw                   | Anglia        | 1964 október        | 1968. március 1.    | 166 | 67  | 35 | 64  |
| Dick Graham                | Anglia        | 1968. március 1.    | 1968. május 1.      | 13  | 5   | 4  | 4   |
| Ron Lewin                  | Anglia        | 1968. július 1.     | 1969. február 1.    | 28  | 8   | 10 | 10  |
| Bill Moore                 | Anglia        | 1969. február 1.    | 1972. október 16.   | 179 | 65  | 52 | 62  |
| John Smith                 | Anglia        | 1972. október 16.   | 1973. március 23.   | 27  | 8   | 5  | 14  |
| Ronnie Allen               | Anglia        | 1973. június 6.     | 1974. december 20.  | 23  | 4   | 9  | 10  |
| Doug Fraser                | Skócia        | 1975. január 1.     | 1977. március 7.    | 151 | 54  | 43 | 54  |
| Dave Mackay                | Skócia        | 1977. március 9.    | 1978. augusztus 5.  | 61  | 23  | 25 | 13  |
| Alan Ashman                | Anglia        | 1978. augusztus 23. | 1978. december 17.  | 18  | 6   | 6  | 6   |
| Frank Sibley               | Anglia        | 1979. március 1.    | 1979. május 5.      | 15  | 2   | 4  | 9   |
| Alan Buckley               | Anglia        | 1979. június 27.    | 1981. július 1.     | 93  | 36  | 33 | 24  |
| Alan Buckley & Neil Martin | Anglia Skócia | 1981. július 1.     | 1982. január 1.     | 18  | 9   | 5  | 4   |
| Neil Martin                | Skócia        | 1982. január 1.     | 1982. május 1.      | 24  | 3   | 8  | 13  |
| Alan Buckley               | Anglia        | 1982. július 1.     | 1986. augusztus 1.  | 201 | 87  | 48 | 66  |
| Tommy Coakley              | Skócia        | 1986. augusztus 1.  | 1988. december 27.  | 141 | 60  | 36 | 45  |
| John Barnwell              | Írország      | 1989. január 17.    | 1990. március 1.    | 54  | 10  | 18 | 26  |
| Kenny Hibbitt              | Anglia        | 1990. május 16.     | 1994. szeptember 2. | 201 | 69  | 55 | 77  |
| Chris Nicholl              | Anglia        | 1994. augusztus 1.  | 1997. május 21.     | 157 | 71  | 41 | 45  |
| Jan Sørensen               | Dánia         | 1997. június 25.    | 1998. május 5.      | 62  | 26  | 13 | 23  |
| Ray Graydon                | Anglia        | 1998. május 5.      | 2002. január 22.    | 199 | 79  | 49 | 71  |
| Colin Lee                  | Anglia        | 2002. január 24.    | 2004. április 16.   | 116 | 38  | 30 | 48  |
| Paul Merson                | Anglia        | 2004. április 16.   | 2006. február 6.    | 94  | 32  | 23 | 39  |
| Mick Halsall               | Anglia        | 2006. február 7.    | 2006. február 22.   | 3   | 0   | 2  | 1   |
| Kevan Broadhurst           | Anglia        | 2006. február 22.   | 2006. április 24.   | 11  | 1   | 4  | 6   |
| Mark Kinsella              | Írország      | 2006. április 24.   | 2006. május 3.      | 1   | 1   | 0  | 0   |
| Richard Money              | Anglia        | 2006. május 3.      | 2008. április 22.   | 103 | 44  | 33 | 26  |
| Jimmy Mullen               | Anglia        | 2008. április 22.   | 2009. január 10.    | 29  | 10  | 5  | 14  |
| Chris Hutchings            | Anglia        | 2009. január 20.    | 2011. január 4.     | 98  | 31  | 24 | 43  |

(Jelmagyarázat: M = Mérkőzések, Gy = Győzelmek, D = Döntetlenek, V = Vereségek)

## Rekordok
- Legnagyobb hazai nézőszám: 25 453 fő a Newcastle United ellen, 1961. augusztus 29-én.
- Legnagyobb nézőszám a Bescot Stadionban: 11 049 fő a Rotherham United ellen, 2004. május 9-én.
- Legnagyobb bajnoki győzelem: 10-0 a Darwen ellen, 1899. március 4-én.
- Legnagyobb bajnoki vereség: 0-12 a Small Heath ellen, 1892. december 17-én.
- Legnagyobb kupagyőzelem: 7-0 a Macclesfield Town ellen, 1997. december 6-án.
- Legjobb FA Kupa-szereplés: Ötödik kör, 1939-ben, 1975-ben, 1978-ban, 1987-ben, 2002-ben és 2003-ban.
- Legtöbbszörös válogatott játékos: Mick Kearns, 15 válogatott mérkőzéssel, Írország színeiben.
- Legtöbb bajnoki mérkőzés: Jimmy Walker, 534 meccs.
- Legtöbb bajnoki gól: Colin Taylor és Tony Richards holtversenyben 184 góllal.
- Legtöbb gól egy szezon alatt: Gilbert Alsop, 40 góllal.
- Legdrágábban igazolt játékos: Alan Buckley, 175 ezer fontért, a Birmingham Citytől.
- Legdrágábban eladott játékos: Scott Dann, 1 millió fontért, a Coventry Cityhez.

## Sikerek
- Division Four / Division Three / League Two (negyedosztály)
  - Bajnok: 1959/60, 2006/07
  - Második: 1979/80, 1994/95
- Division Three / Division Two (harmadosztály)
  - Második: 1960/61, 1998/99
  - A rájátszás győztese: 1987/87, 2000/01
- Ligakupa
  - Elődöntős: 1983/84
- Birmingham Senior Cup
  - Győztes: 1897, 1898, 1994
  - Ezüstérmes: 1908, 2000, 2007
- Staffordshire Senior Cup
  - Győztes: 1929, 1968
- Football League Third Division North Cup
  - Ezüstérmes: 1935
- Football League Third Division South Cup
  - Ezüstérmes: 1946

## Külső hivatkozások
- Hivatalos honlap
- A Bescot Stadion eseményszervező oldala Archiválva 2012. január 7-i dátummal a Wayback Machine-ben
- Szurkolói honlap
- Rajongói oldal